# Mahmoud Abdel Aati
Mahmoud Abdel Aati (2 dicembre 1992) è un calciatore egiziano, centrocampista del Pyramids.

## Carriera
Ha giocato nella prima divisione egiziana.

## Palmarès

### Club

#### Competizioni nazionali
- Coppa d'Egitto: 3

Zamalek: 2017-2018, 2018-2019
Pyramids: 2023-2024
- Supercoppa d'Egitto: 1

Zamalek: 2016

#### Competizioni internazionali
- Coppa della Confederazione CAF: 1

Zamalek: 2018-2019
- CAF Champions League: 1

Pyramids: 2024-2025